# Horst Köhler
Horst Köhler (22. února 1943 Heidenstein, Generální gouvernement (nyní Polsko, Lublinské vojvodství) – 1. února 2025, Berlín) byl německý politik. V letech 2004–2010 byl 9. prezident Spolkové republiky Německo. 

## Biografie
Jeho rodiče žili v Besarábii (na území dnešního Moldavska). Po uzavření paktu Ribbentrop–Molotov a obsazení Besarábie Rudou armádou byli v létě 1940 v rámci výměny obyvatelstva přesídleni do Německa. Odtud se přestěhovali do Generálního gouvernementu, do Německem okupované části Polska, kde se jim narodil syn Horst. V roce 1944 byla rodina nucena utéct před postupující frontou a přestěhovala se do Markkleeberg-Zöbigkeru u Lipska. V roce 1953 se rodině Köhlerových podařilo přes západní Berlín opustit NDR a usadit se v Ludwigsburgu.
Horst Köhler vystudoval gymnázium, během své vojenské služby dosáhl hodnosti poručíka a absolvoval universitu v Tübingenu, obor národohospodářství a politologie.
Pracoval na spolkovém ministerstvu hospodářství a financí. Zastával funkci prezidenta Deutschen Sparkassen - und Giroverband a působil v Evropské bance pro obnovu a rozvoj.
V období od 1. května 2000 až do 4. března 2004 zastával funkci generálního ředitele Mezinárodního měnového fondu. Funkci opustil předčasně po své nominaci na kandidáta německého spolkového prezidenta.
Dne 1. července 2004 vystřídal ve funkci německého spolkového prezidenta Johannese Raua. V květnu 2009 byl zvolen prezidentem pro druhé funkční období. 31. května 2010 na svou funkci rezignoval.
Byl evangelického vyznání, ženatý s Evou Köhlerovou a má dvě děti.
Zemřel 1. února 2025 v Berlíně. Bylo mu 81 let.

## Vyznamenání
- Řád za zásluhy Bádenska-Württemberska – Bádensko-Württembersko, 27. dubna 2002
- velká čestná dekorace ve zlatě s hvězdou Čestného odznaku Za zásluhy o Rakouskou republiku – Rakousko, 2003[4]
- velkokříž speciální třídy Záslužného řádu Spolkové republiky Německo – Německo, 2004
- čestný rytíř velkokříže Řádu lázně – Spojené království, 2004[5]
- Řád bílé orlice – Polsko, 2005[6]
- velkokříž se zlatým řetězem Řádu Vitolda Velikého – Litva, 19. října 2005[7]
- velkokříž s řetězem Řádu zásluh o Italskou republiku – Itálie, 15. března 2006[8]
- velkokříž Řádu nizozemského lva – Nizozemsko, 2007
- velkokříž Řádu svatého Olafa – Norsko, 15. října 2007[9]
- Národní řád za zásluhy – Malta, 16. listopadu 2007
- velkokříž s řetězem Řádu prince Jindřicha – Portugalsko, 2. března 2009[10]